# Leordeni
Leordeni è un comune della Romania di 5 861 abitanti, ubicato nel distretto di Argeș, nella regione storica della Muntenia.
Il comune è formato dall'unione di 10 villaggi: Baila, Budisteni, Carciumaresti, Ciulnita, Cotu Malului, Glimbocata, Glodu, Leordeni, Moara Mocanului, Schitu Scoicesti.